# Mellersta Roslags domsagas valkrets
Mellersta Roslags domsagas valkrets,  (i valen 1866-1869 kallad Sjuhundra, Lyhundra, Frötuna och Länna samt Bro och Vätö domsagas valkrets), var mellan 1866 och 1908 en av enmandatsvalkretsarna vid val till andra kammaren i den svenska riksdagen. 
Valkretsen omfattade Sjuhundra och Lyhundra härader samt Frötuna och Länna och Bro och Vätö skeppslag. Vid införandet av proportionellt valsystem inför valet år 1911 avskaffades valkretsen och uppgick i den nybildade Stockholms läns norra valkrets.

## Riksdagsmän
- Matts Pehrsson (1867-9 januari 1869; avliden)
- Gustaf Larsson (16 januari-31 december 1869)
- Gustaf Jansson (1870-1872), lmp
- Gustaf Silfverstolpe (1873-1875)
- Gustaf Jansson (1876-första riksdagen 1887), lmp
- Erik Åkerlund (andra riksdagen 1887-1911), nya lmp 1888-1894, lmp 1895-1905, nfr 1906-1911

## Valresultat
Valdatum:
| - 19 april 1887 - 23 september 1887 - 6 september 1890 - 30 augusti 1893 - 1 september 1896 |  | - 18 september 1899 - 3 september 1902 - 10 september 1905 - 6 september 1908 |

| Partier | Partier                     |
| ------- | --------------------------- |
|         | Lantmannapartiet            |
|         | Nya lantmannapartiet        |
|         | Nationella framstegspartiet |

| Val    | Vald riksdagsman | Vald riksdagsman      | Röster | Röster | Närmaste kandidat | Närmaste kandidat          | Röster | Röster | Giltiga röster | VDT    |
| Val    | Vald riksdagsman | Vald riksdagsman      | Antal  | Andel  | Närmaste kandidat | Närmaste kandidat          | Antal  | Andel  | Giltiga röster | VDT    |
| ------ | ---------------- | --------------------- | ------ | ------ | ----------------- | -------------------------- | ------ | ------ | -------------- | ------ |
| 1872   |                  | Gustaf Silfverstolpe  | 14     | 53,8%  | ?                 | ?                          | 12     | 46,2%  | 26 av 27       | 18,0%* |
| 1875   |                  | Gustaf Jansson        | 20     | 83,3%  | ?                 | ?                          | 3      | 12,5%  | 24 av 27       | 19,8%* |
| 1878   |                  | Gustaf Jansson        | 19     | 76,0%  | ?                 | ?                          | 2      | 8,0%   | 25 av 27       | 16,0%* |
| 1881   |                  | Gustaf Jansson        | 20     | 71,4%  | ?                 | ?                          | 6      | 21,4%  | 28 av 28       | 20,4%* |
| 1884   |                  | Gustaf Jansson        | 21     | 77,8%  | ?                 | ?                          | 2      | 7,4%   | 27 av 28       | 11,5%* |
| 1887 V |                  | Erik Åkerlund (prot.) | 19     | 67,9%  |                   | Hjalmar Åkerberg (frih.)   | 9      | 32,1%  | 28 av 28       | 44,8%* |
| 1887 H |                  | Erik Åkerlund         | 19     | 67,9%  |                   | Jan Gustaf Jansson (prot.) | 9      | 32,1%  | 28 av 28       | 28,1%* |
| 1890   |                  | Erik Åkerlund         | 25     | 89,3%  | ?                 | ?                          | 3      | 10,7%  | 28 av 28       | 19,6%* |
| 1893   |                  | Erik Åkerlund         | 26     | 92,9%  |                   | Johan Schürer von Waldheim | 1      | 3,6%   | 28 av 28       | 16,4%* |
| 1896   |                  | Erik Åkerlund (prot.) | 28     | 96,6%  |                   | Jan Peter Persson          | 1      | 3,4%   | 29 av 29       | 17,0%* |
| 1899   |                  | Erik Åkerlund         | 22     | 81,5%  |                   | Jan Persson                | 4      | 14,8%  | 27 av 29       | 10,2%* |
| 1902   |                  | Erik Åkerlund         | 26     | 89,7%  | ?                 | ?                          | 2      | 6,9%   | 29 av 29       | 9,2%*  |
| 1905   |                  | Erik Åkerlund         | 573    | 93,5%  |                   | Edvard Hagfält (lib.)      | 35     | 5,7%   | 613            | 36,9%  |
| 1908   |                  | Erik Åkerlund         | 575    | 77,1%  |                   | Johan Jansson (lib.)       | 167    | 22,4%  | 746            | 40,5%  |

- (*) avser att valdeltagandet var vid val av elektorer.
- Då elektorsval tillämpades avser de totala antalet elektorer under "giltiga röster" även elektorer som inte röstade.